# Jurij Kiričenko
Jurij Kiričenko (in russo Юрий Константинович Кириченко?; trasl. angl.: Yuri Kirichenko; 18 febbraio 1991) è un taekwondoka russo.

## Palmarès
- Europei

Kazan 2018: bronzo nei +87 kg.
Sofia 2021: oro nei -87 kg.